# Марбл, Элис
Элис Марбл (англ. Alice Marble; 28 сентября 1913, Плумас, Калифорния — 13 декабря 1990, Палм-Спрингс) — американская теннисистка и теннисный тренер, первая ракетка мира среди любительниц в 1939 году и спортсменка года по версии Ассошиэйтед Пресс в 1939 и 1940 годах. 
За свою любительскую карьеру Марбл выигрывала чемпионат США и Уимблдонский турнир в общей сложности 18 раз, из них пять в одиночном разряде, в 1939 году выиграв оба этих турнира во всех трёх разрядах. В составе сборной команды США она неоднократно выигрывала Кубок Уайтмен. За время теннисной карьеры Марбл была, в частности, наставницей другой будущей первой ракетки мира Билли Джин Моффитт (Кинг). В 1964 году имя Элис Марбл было включено в списки Международного зала теннисной славы.

## Биография
Элис Марбл родилась в калифорнийском округе Плумас в 1913 году. В детстве дядя заинтересовал её бейсболом, и позже старший брат, в надежде, что она предпочтёт менее «мужской» спорт, начал заниматься с ней теннисом.
В 15 лет Элис стала жертвой изнасилования. Быстро восстановившись физически, психологически она страдала от последствий изнасилования много лет. Впоследствии она говорила, что это событие способствовало развитию у неё силы воли и заставило работать с ещё большей отдачей на корте, чтобы повысить самооценку. Занятия спортом до полного физического истощения едва не привели к раннему окончанию теннисной карьеры в 1934 году, но к 1936 году Марбл вернулась в свою лучшую форму и продолжала доминировать в американском женском теннисе до начала 1940-х годов (см. Игровая карьера). Параллельно она пыталась сделать карьеру вне корта, некоторое время выступая как профессиональная певица в отеле «Уолдорф-Астория» в Нью-Йорке, а также ведя радиорепортажи со спортивных соревнований и организовав фирму по выпуску спортивной одежды.
Вскоре после перехода Марбл в профессионалы в 1941 году Соединённые Штаты вступили во Вторую мировую войну. В военные годы Марбл давала показательные выступления на военных базах и в госпиталях, и в 1942 году вышла замуж за лётчика Джо Кроули, с которым познакомилась в ходе этих выступлений. Однако уже в 1944 году жизнь Элис омрачила двойная трагедия: сначала она попала в дорожную аварию, потеряв при этом ребёнка, которым была беременна, а через несколько дней получила сообщение о том, что её муж погиб во время боевых действий. После этого она попыталась покончить с собой, но осталась в живых.
Согласно вышедшим в 1991 году мемуарам Марбл, в 1945 году она участвовала в секретной операции американских разведслужб в Европе. В рамках этой операции она пыталась через бывшего любовника, швейцарского банкира, получить информацию о нацистских вкладах в местных банках, и едва не погибла в процессе. После войны Марбл занималась тренерской работой, давала лекции и вела мастер-классы. Среди её учениц была будущая первая ракетка мира Билли Джин Моффитт (Кинг), которой в то время было 12 лет. Марбл издала две автобиографических книги — «Дорога на Уимблдон» (англ. Road to Wimbledon, 1946) и «Игра с опасностью» (англ. Courting Danger); эта вторая книга, написанная в соавторстве с Дейлом Лезерманом, увидела свет только после её смерти, в 1991 году.
В 1950 году Элис Марбл сыграла ключевую роль в судьбе ещё одной будущей первой ракетки мира. В редакторской колонке журнала American Tennis Марбл опубликовала заметку о молодой чернокожей теннисистке Алтее Гибсон, обрушившись с критикой на Ассоциацию лаун-тенниса Соединённых Штатов, не допускавшую цветных спортсменов к участию в чемпионате США. Марбл писала: 

Если теннис — это игра для леди и джентльменов, пора уже и нам вести себя немного больше, как джентльмены, и меньше, как лицемерные ханжи. Если Алтея Гибсон кажется опасной нынешнему поколению женщин-теннисисток, справедливо было бы, если бы они встретили эту опасность лицом к лицу на корте.Оригинальный текст (англ.)"If tennis is a game for ladies and gentlemen, it's also time we acted a little more like gentlepeople and less like sanctimonious hypocrites. If Althea Gibson represents a challenge to the present crop of women players, it's only fair that they should meet that challenge on the courts.
 Вскоре после этой публикации было принято решение допустить Гибсон к участию в чемпионате США, и в дальнейшем она доказала своё право считаться одной из лучших теннисисток мира, в 1957 году став «спортсменкой года» в США.
Элис Марбл умерла в 1990 году в возрасте 77 лет от пернициозной анемии.

## Игровая карьера
Элис Марбл училась играть в теннис на кортах сан-францисского Голден-Гейт-Парка; в первые годы карьеры она держала ракетку так называемым западным хватом. Уже через три года после начала учёбы она выиграла чемпионат Северной Калифорнии среди девушек и получила право на участие в национальном чемпионате США. В Нью-Йорке она познакомилась с Элинор Теннант, которая оставалась её тренером и менеджером на всём протяжении карьеры. К 1933 году Марбл, ставшая четвертьфиналисткой чемпионата США, уже была включена в ежегодную десятку сильнейших теннисисток мира, составлявшуюся газетой Daily Telegraph. Однако марафонский уик-энд позже в этом же году, когда Элис за день сыграла в тяжёлую жару 108 геймов, пошатнул её здоровье. Она проболела остаток года, а на следующий год, выступая в командном турнире во Франции, потеряла сознание прямо на корте. У неё диагностировали анемию, плеврит и туберкулёз (последняя часть диагноза впоследствии, к счастью, оказалась ошибочной). Врачи прогнозировали, что Марбл никогда больше не сможет играть в теннис.
Однако Элис Марбл нашла в себе силы вернуться на корт. Она возобновила тренировки в Калифорнии в 1935 году, перейдя с западного на восточный хват ракетки, и уже на следующий год стала чемпионкой США, в финале переиграв Хелен Джейкобс, владевшую этим титулом четыре года подряд. Это позволило Марбл занять первую строчку во внутреннем американском рейтинге, которую она и удерживала следующие четыре года, за это время став чемпионкой США ещё трижды (за исключением 1937 года). На Уимблдонском турнире 1938 года посеянная второй Марбл проиграла Джейкобс в полуфинале, но после этого выиграла 18 турниров в одиночном разряде подряд в 1938, 1939 и 1940 годах, включая и Уимблдон 1939 года. Серия из 111 побед, одержанных Марбл, является второй по продолжительности в истории женского тенниса (рекорд принадлежит Хелен Уиллз-Муди со 158 победами подряд в начале 1930-х годов). В эти годы Марбл также выиграла десять титулов в женском и смешанном парном разряде на Уимблдоне и чемпионате США, а также успешно выступала за национальную сборную в Кубке Уайтмен, за четыре года участия проиграв только по одной встрече в одиночном и парном разряде. По итогам 1939 года Марбл была признана Daily Telegraph лучшей теннисисткой мира, также завоевав титул «спортсменки года» в США по итогам голосования спортивных журналистов «Ассошиэйтед Пресс».
После чемпионата США 1940 года Марбл объявила о переходе в профессиональный теннис. Организатор профессионального тура Л. Б. Айсли обеспечил её участие за гонорар в 75 тысяч долларов (магнат Уильям Дюпон, будущий муж Маргарет Осборн и поклонник Марбл, обещал ей даже бо́льшие деньги просто за отказ от перехода в профессионалы, но она отклонила это предложение). Соперницей Марбл в туре была Мэри Хардвик — в прошлом тоже член сборной США, — но борьбы между ними не получилось: Элис обыграла бывшую сокомандницу в 72 матчах из 75.
После 1941 года Марбл ещё некоторое время давала показательные теннисные выступления, а после войны стала успешным теннисным тренером. В 1964 году её имя было включено в списки Национального (впоследствии Международного) зала теннисной славы.

### Стиль игры
Теннисный обозреватель Эллисон Данциг пишет, что манера игры Элис Марбл была ближе к стилю игры теннисных чемпионов среди мужчин Дона Баджа и Эллсуорта Вайнза, чем к игре любой современницы-женщины. Она обладала исключительно мощной подачей, к тому же подкручивая её сильней, чем большинство других теннисисток, и после подачи шла напрямую к сетке — этот стиль игры позже получил название «serve and volley». Хотя предшественницы Марбл в ранге первой ракетки мира Сюзанн Ленглен и Хелен Уиллз могли играть сверху у сетки, никто из них не практиковал это в качестве основного приёма в игре. Марбл вполне могла играть с задней линии, но её удар открытой ракеткой не всегда был точным, а удары с отскока не такими мощными, что давало преимущество в такой игре более стабильным соперницам, поэтому она предпочитала рискованные выходы к сетке при любой возможности. Такая манера давала ей преимущество на быстрых травяных кортах, где она и завоевала все свои основные титулы.
Мужской стиль игры Марбл диктовал также и отличную от современниц манеру одеваться. Вместо принятых в это время длинных юбок Элис выходила на корт в белых шортах, что многим в то время казалось неприличным и шокирующим, но впоследствии стало стандартом в женском теннисе.

## Финалы турниров Большого шлема за карьеру

### Одиночный разряд (5-0)
| Результат | Год  | Турнир              | Соперница в финале | Счёт в финале  |
| --------- | ---- | ------------------- | ------------------ | -------------- |
| Победа    | 1936 | Чемпионат США       | Хелен Джейкобс     | 4-6, 6-3, 6-2  |
| Победа    | 1938 | Чемпионат США (2)   | Нэнси Уинн         | 6-0, 6-3       |
| Победа    | 1939 | Уимблдонский турнир | Кей Стаммерс       | 6-2, 6-0       |
| Победа    | 1939 | Чемпионат США (3)   | Хелен Джейкобс     | 6-0, 8-10, 6-4 |
| Победа    | 1940 | Чемпионат США (4)   | Хелен Джейкобс     | 6-2, 6-3       |

### Парный разряд (6-0)
| Результат | Год  | Турнир                  | Партнёрша   | Соперницы в финале                  | Счёт в финале |
| --------- | ---- | ----------------------- | ----------- | ----------------------------------- | ------------- |
| Победа    | 1937 | Чемпионат США           | Сара Фабиан | Каролин Бабкок Марджори ван Рин     | 7-5, 6-4      |
| Победа    | 1938 | Уимблдонский турнир     | Сара Фабиан | Билли Йорк Симона Матьё             | 6-4, 6-1      |
| Победа    | 1938 | Чемпионат США (2)       | Сара Фабиан | Ядвига Енджеёвская Симона Матьё     | 6-8, 6-4, 6-3 |
| Победа    | 1939 | Уимблдонский турнир (2) | Сара Фабиан | Хелен Джейкобс Билли Йорк           | 6-1, 6-0      |
| Победа    | 1939 | Чемпионат США (3)       | Сара Фабиан | Фреда Джеймс-Хаммерсли Кей Стаммерс | 7-5, 8-6      |
| Победа    | 1940 | Чемпионат США (4)       | Сара Палфри | Дороти Банди Марджори ван Рин       | 6-4, 6-3      |

### Смешанный парный разряд (7-0)
| Результат | Год  | Турнир                  | Партнёр      | Соперники в финале         | Счёт в финале |
| --------- | ---- | ----------------------- | ------------ | -------------------------- | ------------- |
| Победа    | 1936 | Чемпионат США           | Джин Мако    | Сара Фабиан Дон Бадж       | 6-3, 6-2      |
| Победа    | 1937 | Уимблдонский турнир     | Дон Бадж     | Симона Матьё Ивон Петра    | 6-4, 6-1      |
| Победа    | 1938 | Уимблдонский турнир (2) | Дон Бадж     | Сара Фабиан Хеннер Хенкель | 6-1, 6-4      |
| Победа    | 1938 | Чемпионат США (2)       | Дон Бадж     | Тельма Койн Джон Бромвич   | 6-1, 6-2      |
| Победа    | 1939 | Уимблдонский турнир (3) | Бобби Риггс  | Нэнси Браун Фрэнк Уайлд    | 9-7, 6-1      |
| Победа    | 1939 | Чемпионат США (3)       | Гарри Хопман | Сара Фабиан Элвуд Кук      | 9-7, 6-1      |
| Победа    | 1940 | Чемпионат США (4)       | Бобби Риггс  | Дороти Банди Джек Креймер  | 9-7, 6-1      |